# Mestersvig
Mestersvig (także Mesters Vig) – duńska placówka wojskowa położona na wschodnim wybrzeżu Grenlandii.

## Położenie i warunki
Mestersvig leży na Ziemi Scoresby’ego, w obrębie Parku Narodowego Grenlandii. Znajduje się na południowym brzegu Fiordu Króla Oskara, który oddziela półwysep od wyspy Traill. Leży około 200 km na północ od miasta Ittoqqortoormiit. Placówka ta posiada lądowisko z pasem startowym długości 1800 m.
W latach 1956–63 w Mestersvig czynna była kopalnia, w której wydobywano ołów i cynk. Odpady zrzucano do rzeki Tunnelelv, wpadającej do fiordu, co doprowadziło do silnego skażenia wód. Z czasem poziom skażenia spadł, w połowie lat 90. XX wieku był już 70-krotnie niższy niż w latach 80.
Placówką zarządza Slædepatruljen Sirius, podlegający Dowództwu Arktycznemu Duńskich Sił Zbrojnych.